# 兵庫県公館
兵庫県公館（ひょうごけんこうかん）は、1902年（明治35年）に建てられた庁舎建築。当初の用途は兵庫県庁本庁舎。1985年（昭和60年）からは県の迎賓館および県政資料館として活用されている。

## 概要
兵庫県庁本庁舎として建設された壮麗なルネサンス建築で、設計は文部技官山口半六。平面は「ロの字」型で、中庭を中心とする回廊式。煉瓦造3階建。竣工時は日本最大級の庁舎建築であった。これは1890年代から東洋最大の海運市場を有するようになっていた神戸港の往時の繁栄を映したものともいえる。
第二次世界大戦の神戸大空襲で外壁を残して全焼した。ドーム屋根も失い、戦後の復旧では屋根も簡素化された。1948年（昭和23年）には阪神教育事件で暴徒に占拠される。
1983年（昭和58年）に県庁庁舎としての役割を終えたのを期に外装および内装が細部に至るまで竣工時の姿へと復元され、1985年（昭和60年）に「兵庫県公館」と名前を変えて開館した。1995年の阪神・淡路大震災でも被害を受けたが復旧された。建設当初から残るものは建物外壁のみであるが、2003年、その歴史的文化的価値の高さから国の登録有形文化財に登録された。
館内には洋画家小磯良平の作品「KOBE, THE AMERICAN HARBOUR」と、その25倍の大きさの西陣織タペストリーなど、金山平三、東山魁夷、横尾忠則ら県所縁の芸術家の作品が多数展示されており、また大会議室や第一会議室は芸術系展覧会開催に利用されるなど、館全体が美術館・博物館としての性格も持つ。毎年、阪神・淡路大震災の発生した1月17日には県主催の追悼式典の会場となる。
2025年1月より改修工事が始まり、県政資料館の資料は兵庫津ミュージアム等へ移し、館内見学は中止している。

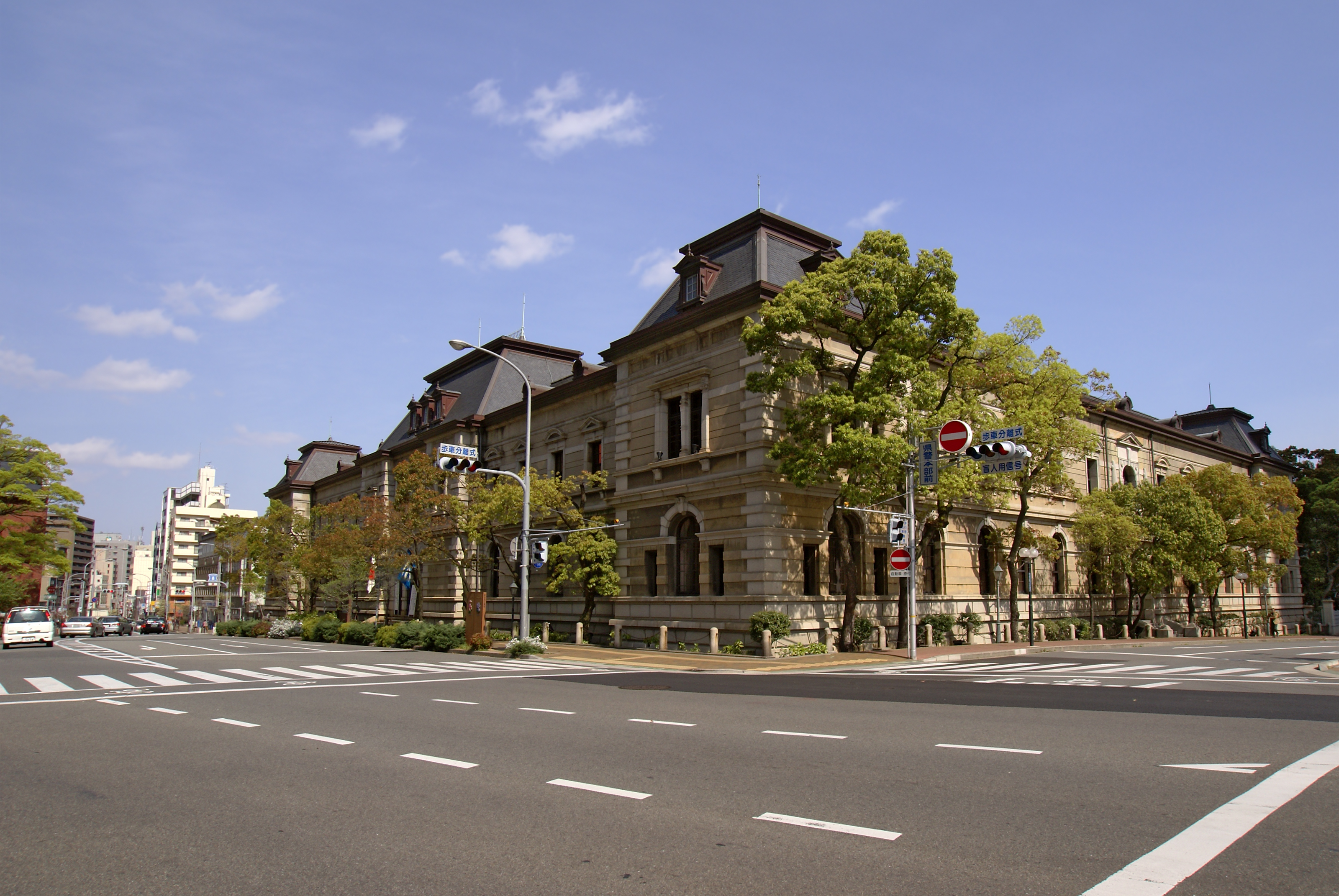
北西側より望む

## 主な収蔵品
- 荒木高子 「ポケットバイブル」
- 淡路浄瑠璃人形
- 池内艸舟 「春」
- 伊藤清永 「寛裕」
- 伊藤慶之助 「聖堂の見える川」
- 伊藤継郎 「赤牛」
- 市野弘之 「菊花文大皿」
- 上前智祐 「作品（1964年）」
- 上松杜暘 「古文による」
- 梅宮馨四郎 「スニオン岬」
- 榎倉香邨 「四季」
- 大橋良三 「赤いブローチ」
- 貝原六一 「牛に乗ったドンキホーテ」
- 鴨居玲 「コメット」
- 川西祐三郎 「神戸ベイサイド」
- キンケラ・マルティン 「港風景（1）」
- 黒田賢一 「春夏秋冬」
- 桑田三舟 「いろは歌」

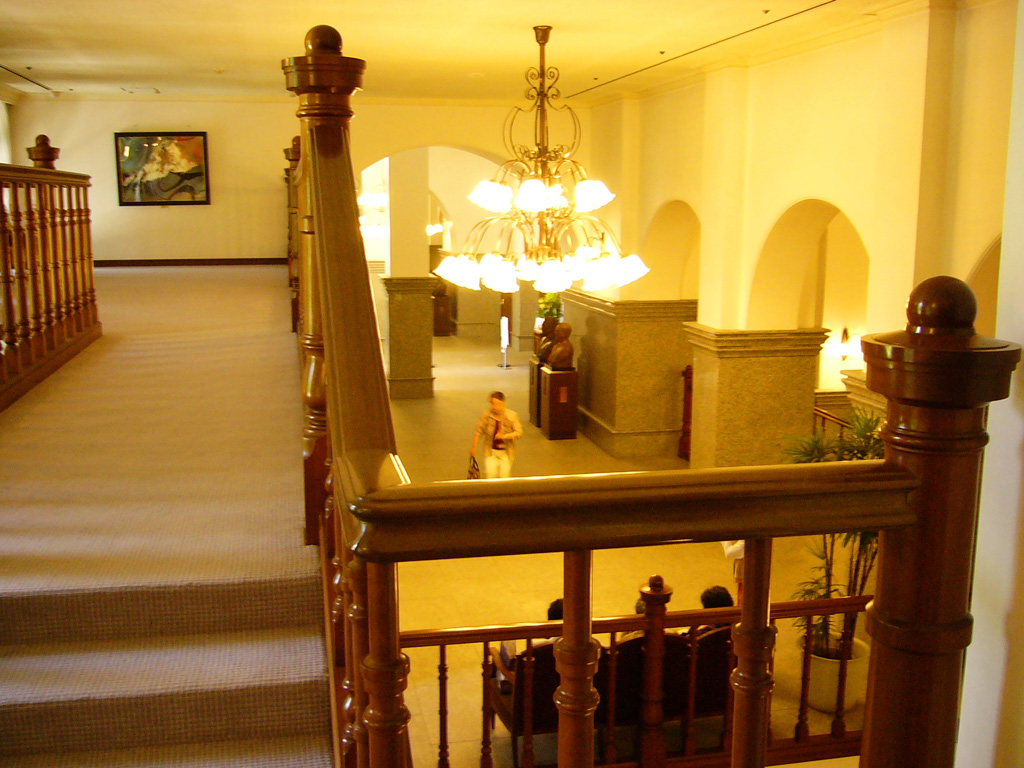
2階デッキ

- 小磯良平 「KOBE, THE AMERICAN HARBOUR」（西陣織タペストリー）
- 小林等 「関屋・・・源氏物語」

- 小松益喜 「元グラッシャニー氏邸」
- 直原玉青 「羅浮春夢」
- 菖蒲大悦 「浅春」
- 白髪一雄 「瑠璃変」
- 新谷琇紀 「MARINA-P」
- 新谷英夫 「悦び」
- 菅野清峯 「潔」
- 田村孝之助 「ニースの太陽」
- 津高和一 「虚」
- 出口草露 「坂村真民の詩」
- 土肥武雄 「御嶽ご来光」
- 永澤永信 「白雪瓷五弁花瓶」、「湖愁」
- 中右英 「シェリト・リンド」
- 西谷卯木 「いそいそと」
- 沼田かずゑ 「飛天舞う」
- 服部一三 「和而不同」
- 藤原清洞 「忍耐」

- アントワーヌ・ブールデル 「アダム」
- 別車博資 「秋の庭」
- 前田正夫 「モロッコの技巧」
- 宮崎亮吉 「岬に住む」

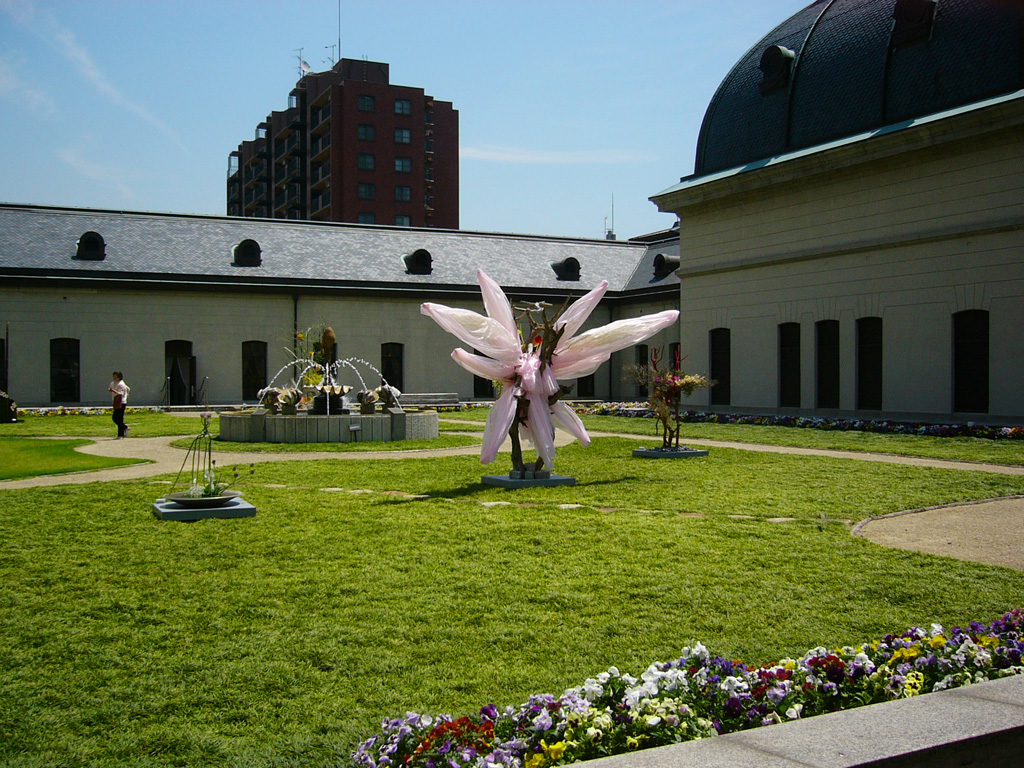
屋上庭園の作品

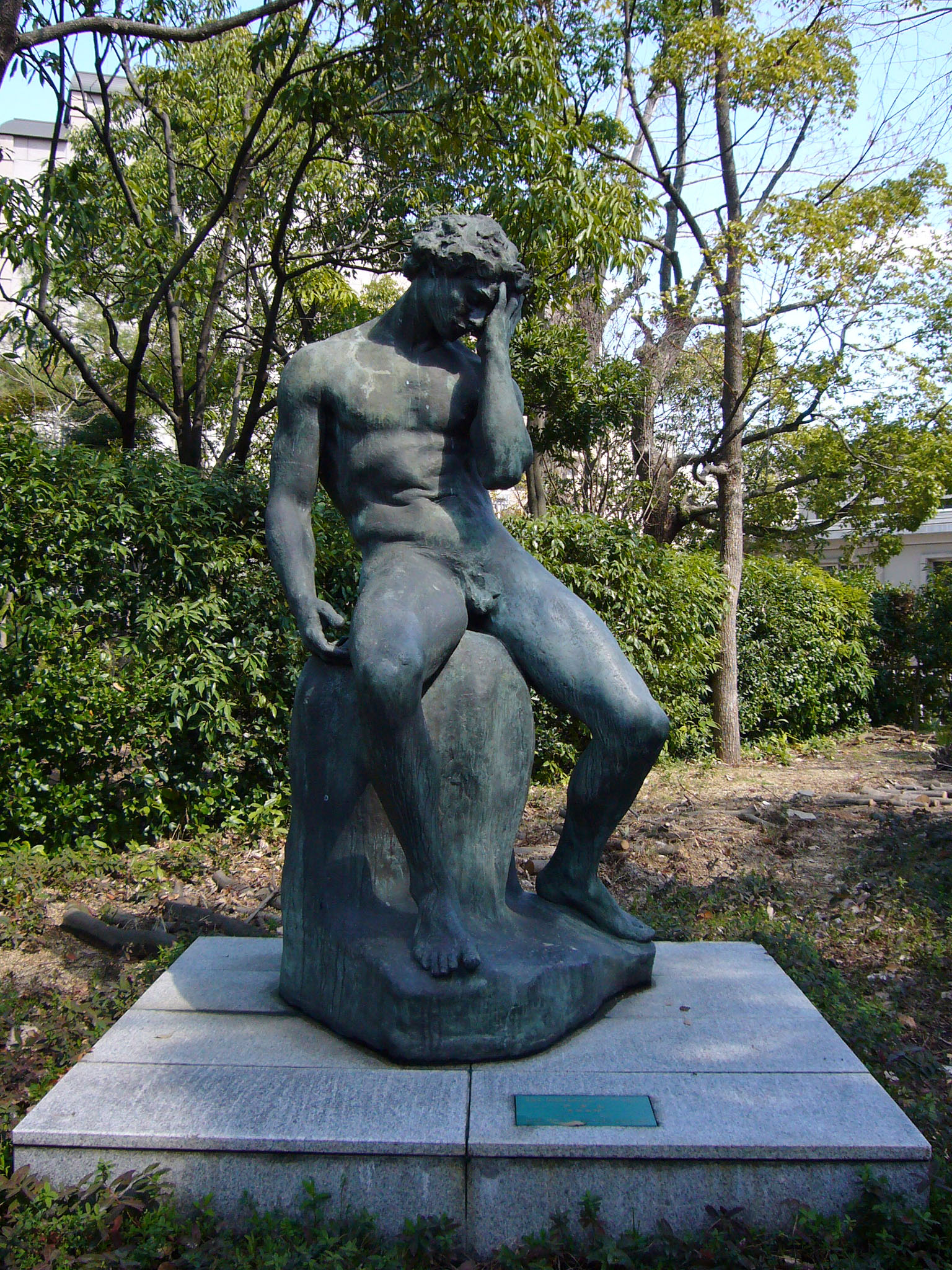
ブールデル「アダム」

- 元永定正 「あかまるしかくしろいひかりがでているみたい」
- 森月城 「水郷」
- 山根渓石 「春秋左伝」
- 山本萬司 「菊」
- 横尾忠則 「ROGER AND ANGELICA 19」
- 吉田泰巳 「花のしおれないうちに」
- 淀井敏夫 「脚をのばした幼いキリン」
- レオン＝オーギュスタン・レールミット 「羊飼いの女と羊のいる風景」

## 建物概要
- 設計 - 山口半六
- 起工 - 1899年（明治32年）
- 竣工 - 1902年（明治35年）
- 敷地面積 - 8,772.5m2
- 建築面積 - 4,519.0m2
- 延床面積 - 9,498.7m2
- 所在地 - 〒650-0011 兵庫県神戸市中央区下山手通4丁目4番1号
- 受賞 - 第1回公共建築賞建設大臣表彰（1988年（昭和63年））

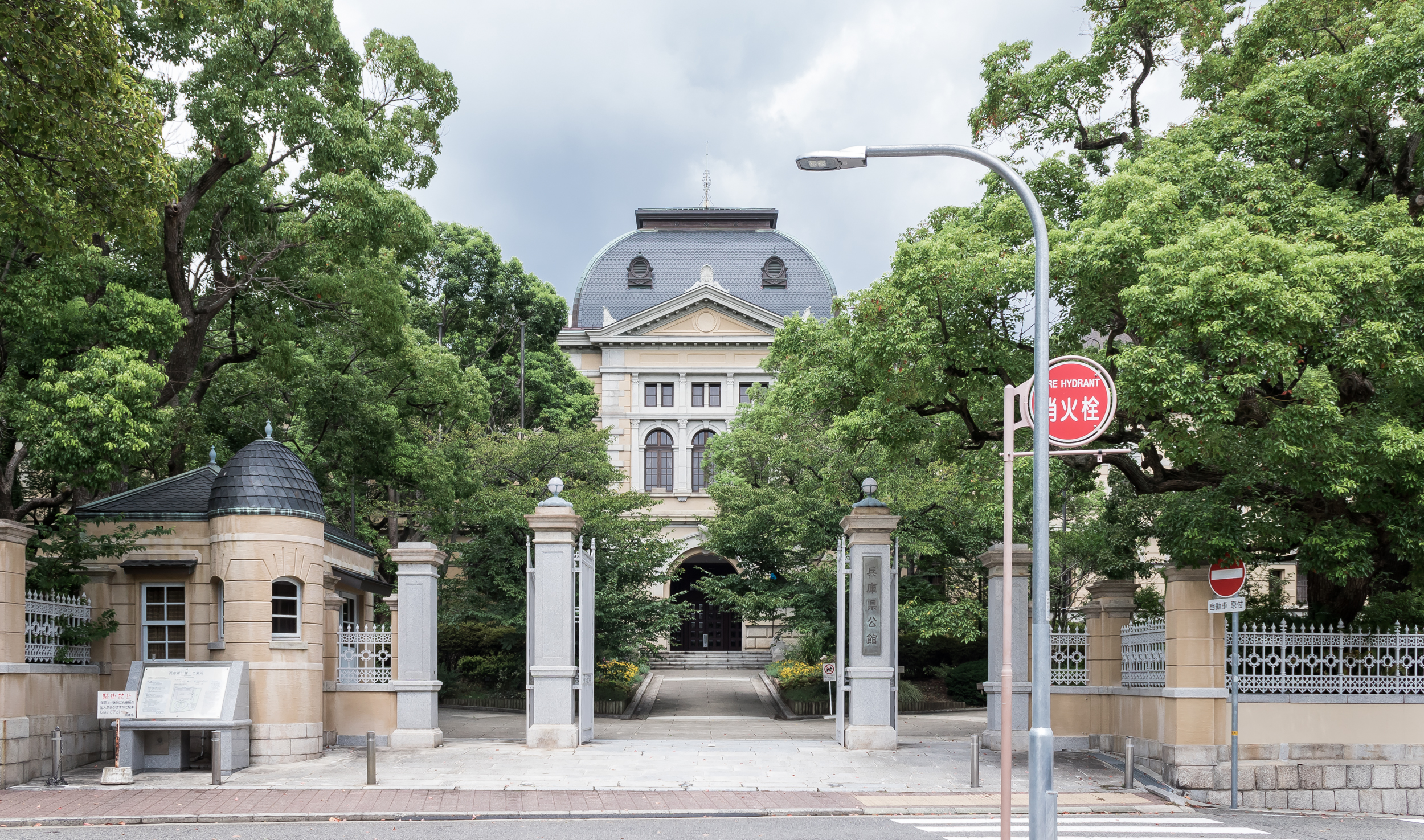
南正門
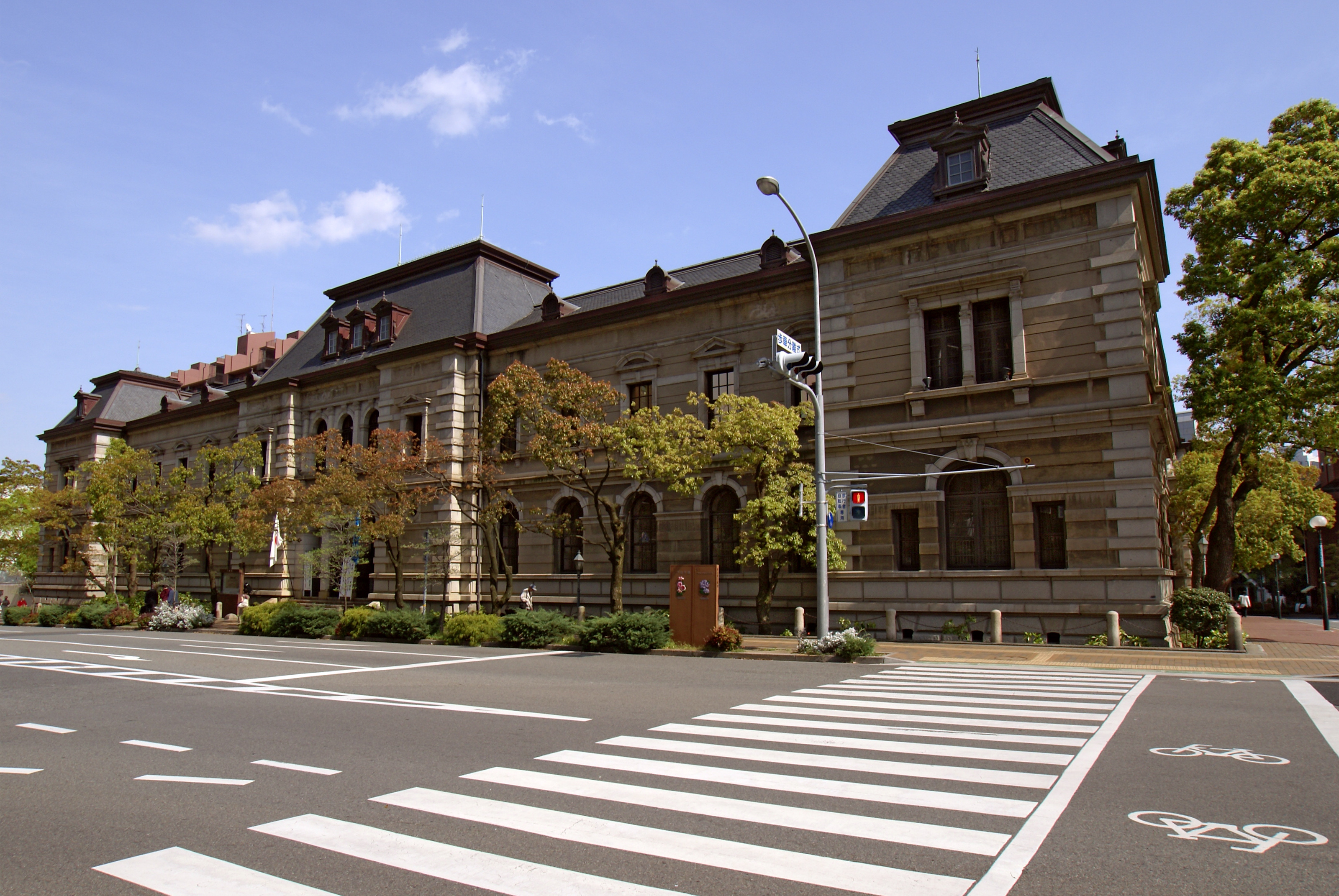
北面
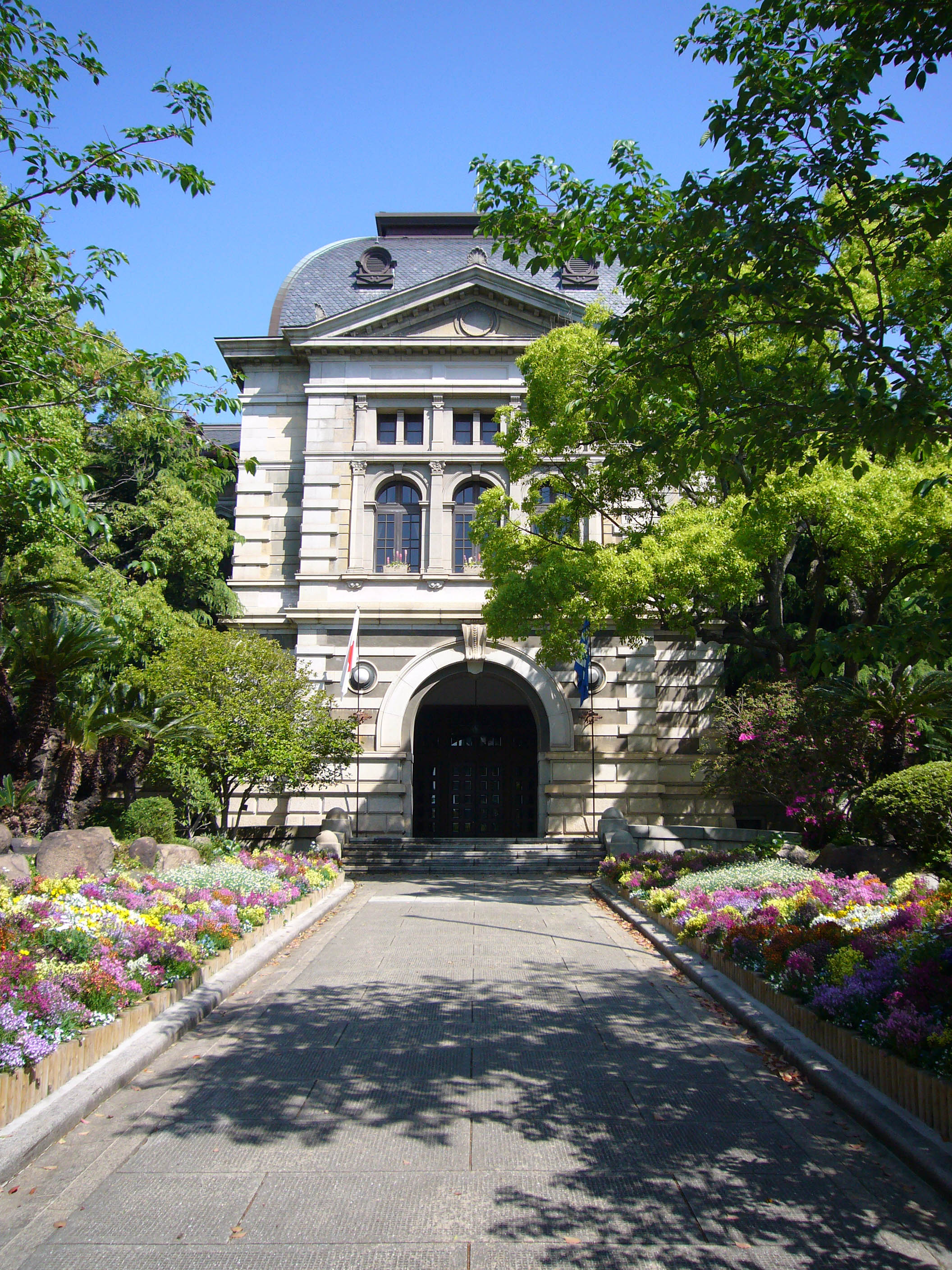
南玄関
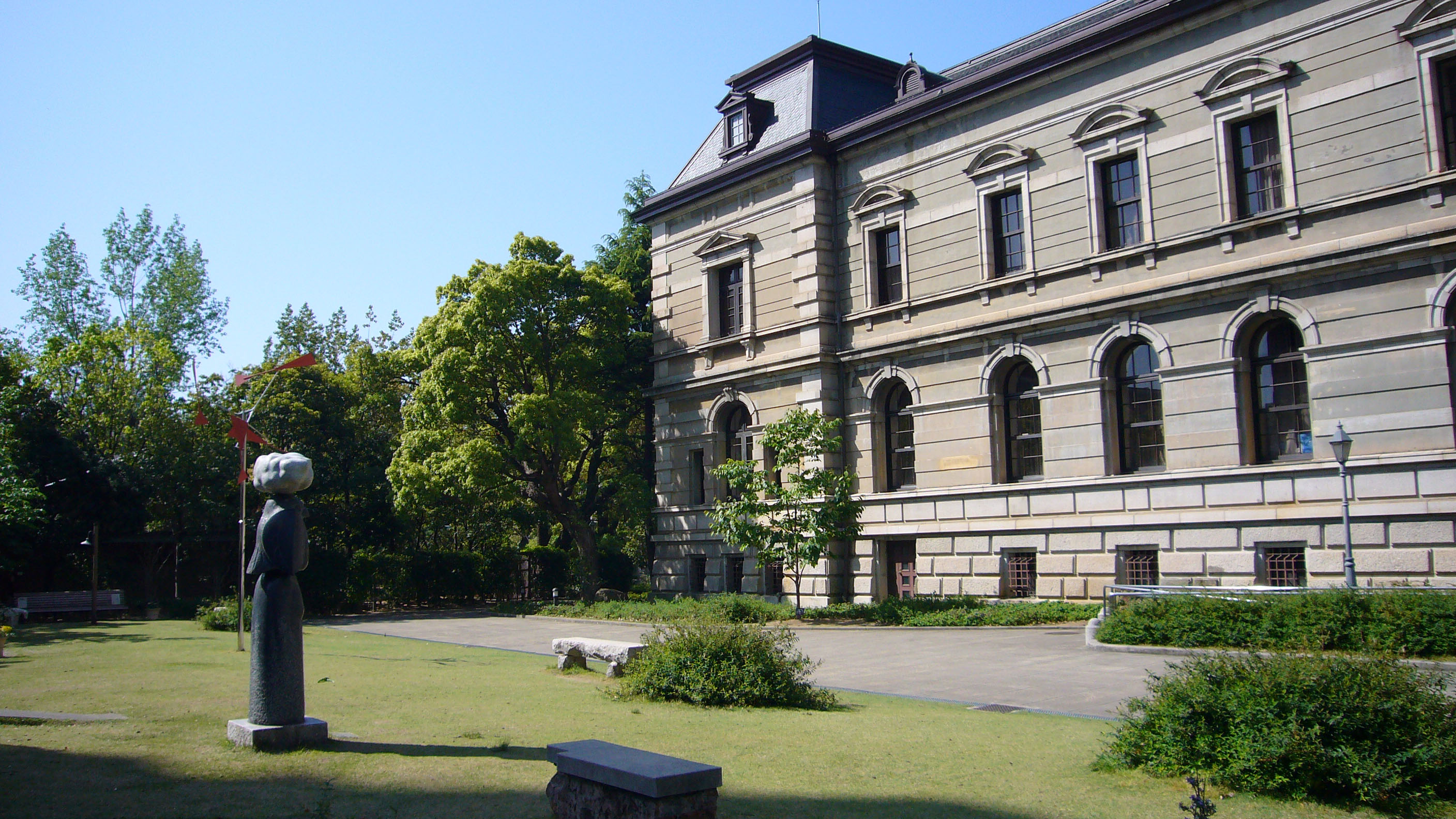
東側庭園
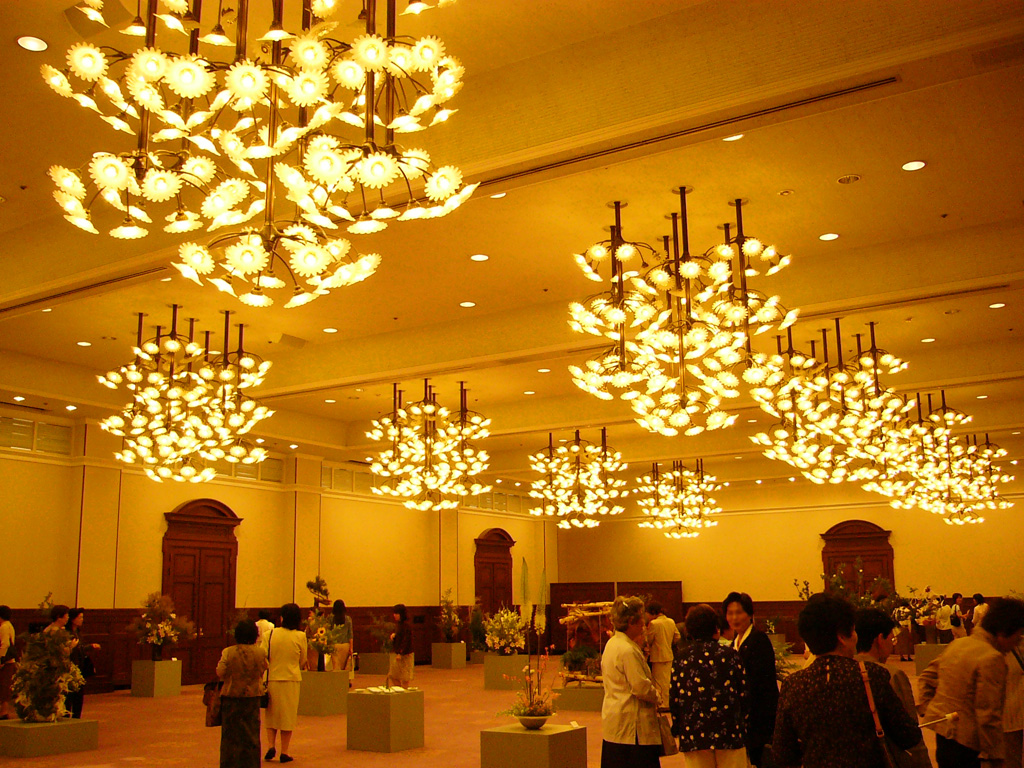
大会議室
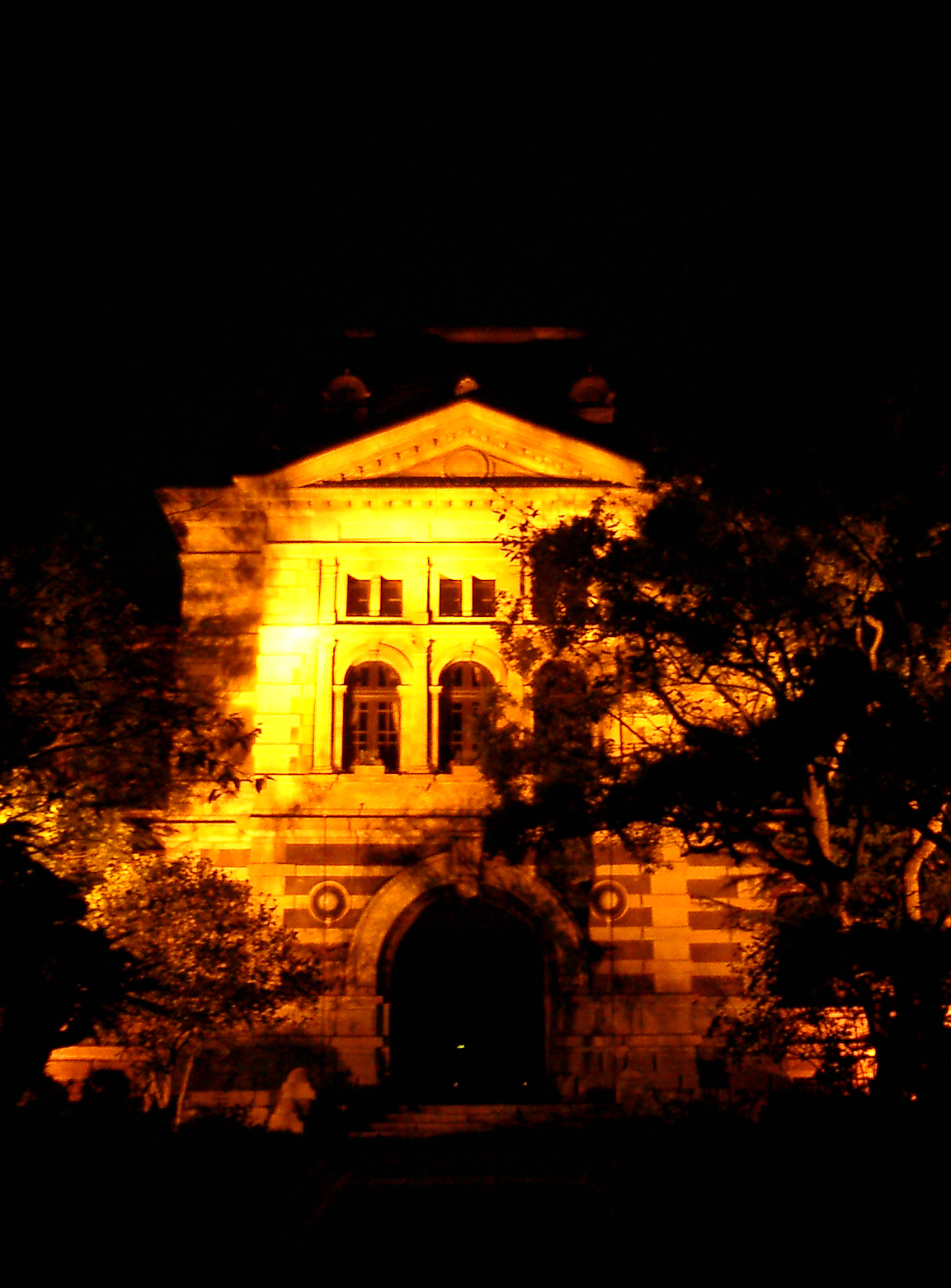
夜間はライトアップされる（南正門）

## 開館日
- 迎賓館 - 土曜日のみ（年末年始除く）
- 県政資料館 - 月～土曜日（年末年始除く）

## 交通アクセス
- 神戸市営地下鉄西神・山手線 県庁前駅 徒歩1分
- 神戸市営地下鉄海岸線 みなと元町駅 徒歩6分
- JR西日本 元町駅 徒歩5分
- 阪神 元町駅 徒歩6分

## その他
神戸フィルムオフィスおよびひょうごロケ支援netを通じて映画やテレビの撮影を受け入れている。
主な撮影作品
- 僕の彼女はサイボーグ
- H-code〜愛しき賞金稼ぎ〜
- HERO（劇場版第2作） - 作中に登場する架空の国、ネウストリア公国の大使館として登場。
- 日向坂46『こんなに好きになっちゃっていいの?』 - ミュージック・ビデオの撮影で、大階段やレセプションルーム、大会議室などが使われた。